# Inken
Inken est un artiste sculpteur japonais du XIIIe siècle. Ses dates de naissance et de décès ainsi que ses origines, ne sont pas connues mais on sait que sa période d'activité se situe au début du XIIIe siècle.

## Biographie
Sculpteur bouddhique du début de la période Kamakura, Inkei est le fils d'Inchō. Il fait partie de lécole In, fondée par le sculpteur Inson (1120-1198) à Kyoto. Le douzième mois 1200, il exécute une triade du Bouddha Amida (sanscrit: Amitābha) pour le temple Hosshō-ji de Kyoto, puis, le onzième mois 1207, le masque de Bugaku « Sanju »n (le bugatu est une sorte de danse impériale exécutée avec un masque) pour le temple du Tōdai-ji à Nara.
 
Le douzième mois 1212, il signe les deux statues de Ni-Ō (sanscrit: Vajrapani gardiens de porte de monastère) pour la porte sud du temple Hosshō-ji, et le sixième mois 1215, un Jizō Bosatsu (sanscrit: Ksitigarbha à la demande de l'empereur retiré, Gotoba; en 1217, il fait sept statues du Bouddha Yakushi (sanscrit: le Bouddha Bhaisajyaguru, Bouddha de la médecine) pour l'heureuse délivrance de l'épouse impériale. Dès 1199, son Shitta Taishi (sanscrit: Siddharta, c'est-à-dire, Sakyamuni) du temple Ninna-ji, à Kyoto, laisse percer une influence de la sculpture bouddhique de la Chine des song (960-1279), particulièrement dans le plissé du vêtement.